# Ľudovít Vladimír Rizner
Ľudovít Vladimír Rizner (Zemianske Podhradie, 10 marzo 1849 – Zemianske Podhradie, 7 ottobre 1913) è stato uno scrittore, bibliografo, etnografo  e storico slovacco, considerato uno dei fondatori della bibliografia slovacca.

## Biografia
Era figlio dell'insegnante Karol Ernest Rizner e di Mária Kadlečíková. Dopo aver frequentato le scuole popolari nel paese natio, dal 1861 frequentò il liceo evangelico di Presburgo, l'odierna Bratislava. Proseguì gli studi al ginnasio di Modra e al ginnasio superiore slovacco di Revúca. Non poté tuttavia portare a termine gli studi per la malattia del padre e per i conseguenti problemi economici della sua famiglia. Nel 1869 dovette tornare a Zemianske Podhradie e fu lui a sostituire il padre nell'insegnamento durante la sua malattia. Nel 1870 il padre morì e Ľudovít Vladimír prese definitivamente il suo posto.

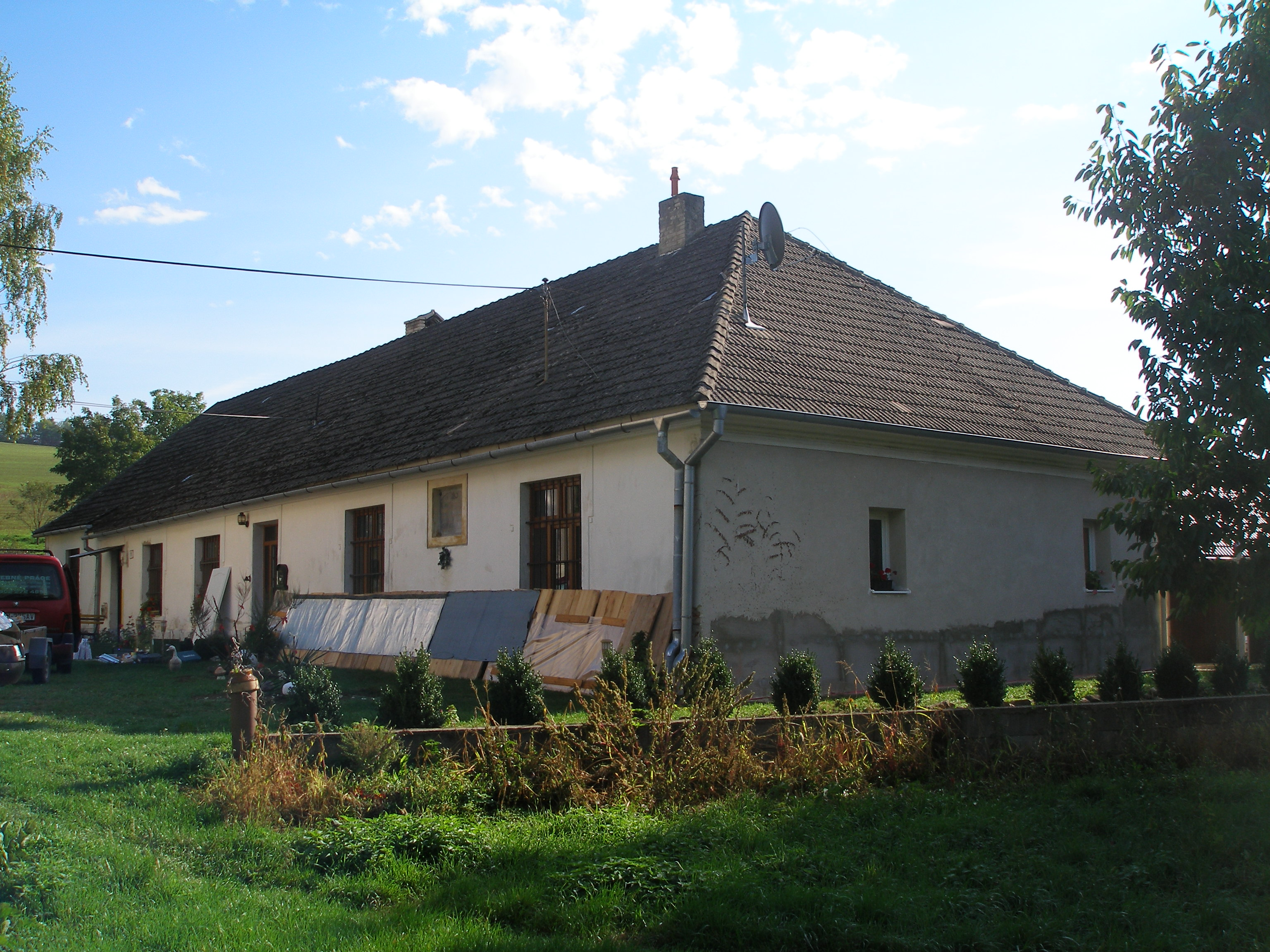
La casa natale di Ľudovít Vladimír Rizner

Nel 1873 sostenne l'esame di abilitazione all'insegnamento a Trnava. Nell'insegnamento accanto alle materie prescritte introdusse i suoi studenti ai segreti della geografia e della storia. Ammirava Comenio, di cui seguiva nella sua attività pedagogica. Preparava da sé i necessari supporti didattici; durante il suo tempo libero, ad esempio durante le vacanze scolastiche, si dedicava alla formazione personale, frequentava note biblioteche e corrispondeva con bibliografi stranieri.
Oltre alla sua professione di insegnante si dedicava anche ad altre attività. Fondò biblioteche, circoli e si occupò dell'istruzione non solo dei suoi allievi, ma anche del resto degli abitanti della sua zona. Per la sua attività e specialmente per la promozione del panslavismo fu perseguito dai vertici della Chiesa evangelica del Regno d'Ungheria, che applicava nelle scuole una rigida politica di magiarizzazione.
Il 29 gennaio 1872 sposò Alžbeta Poláčková, da cui ebbe quattro figli.

## Attività letteraria
Rizner redasse la rivista agraria Obzor e la collana divulgativa Knižnica slovenského ľudu ("Biblioteca del popolo slovacco"). Collaborò alla redazione di calendari cechi e slovacchi, che allora contenevano anche notizie divulgative e didattiche. Inviava i suoi scritti anche a giornali e a riviste scientifiche; collaborò anche all'Enciclopedia di Otto.
La sua opera più importante è considerata la Bibliografia písomníctva slovenského na spôsob slovníka od najstarších čias do konca roku 1900 ("Bibliografia della letteratura slovacca in forma di dizionario dai tempi più remoti fino all'anno 1900"), a cui aggiunse una bibliografia archeologica, storica, geografica e di scienze naturali. Grazie alla sua attività, che portò avanti nella seconda metà del XIX secolo, nel periodo in cui la nazione slovacca era oppressa dal Regno d'Ungheria, può essere considerato un patriota.
L'attività di Rizner influenzò l'opera di sua nipote Ľudmila Podjavorinská, scrittrice.

## Opere
- Od srdca k srdcu ("Da cuore a cuore"), raccolta di poesie
- Quaderno dialettale della valle di Bošáca
- Materiale per il dizionario topografico
- Denník
- Bibliografia písomníctva slovenského na spôsob slovníka od najstarších čias do konca roku 1900 Archiviato il 19 luglio 2016 in Internet Archive. ("Bibliografia della letteratura slovacca in forma di dizionario dai tempi più remoti fino all'anno 1900"), Martin, Matica slovenská, 1929 – 1934. 6 volumi